# Ray Barbuti
Raymond "Ray" James Barbuti (Nova York, 12 de junho de 1905 – Pittsfield, 8 de julho de 1988) foi um atleta, jogador de futebol americano e velocista norte-americano, bicampeão olímpico em Amsterdã 1928.
Enquanto jogava futebol na escola secundária, Barbuti conseguiu um recorde do estado de Nova York, oito touchdowns em um único jogo, que continua existindo até os dias de hoje. Estudando na Universidade de Syracuse, competiu nos dois esportes, futebol e atletismo. Em 1928 venceu os 400 m do campeonato amador americano e entre 1926–28 foi capitão dos times de atletismo e futebol da universidade. Participou então da equipe de atletismo norte-americana aos Jogos de Amsterdã 1928, onde competiu nos 400 m e nos 4x400 m, conquistando a medalha de ouro nas duas provas, com um recorde mundial no revezamento – 3:14.2 – junto com George Baird, Fred Alderman e Emerson Spencer. Na semana seguinte ao encerramento dos Jogos,  participou da quebra de outro recorde mundial no revezamento 4x400 jardas em Londres contra a equipe da Grã-Bretanha.
Durante a Segunda Guerra Mundial Barbuti serviu na Força Aérea dos Estados Unidos e foi condecorado com a Estrela de Bronze e a Medalha do Ar. Deixou o serviço militar com a patente de major e tornou-se vice-diretor da Comissão da Defesa Civil do Estado de Nova York e diretor do Departamento de Prevenção de Desastres do Estado de Nova York. Durante seu tempo livre foi árbitro de mais de 500 jogos de futebol intercolegiais.